# Sanzu

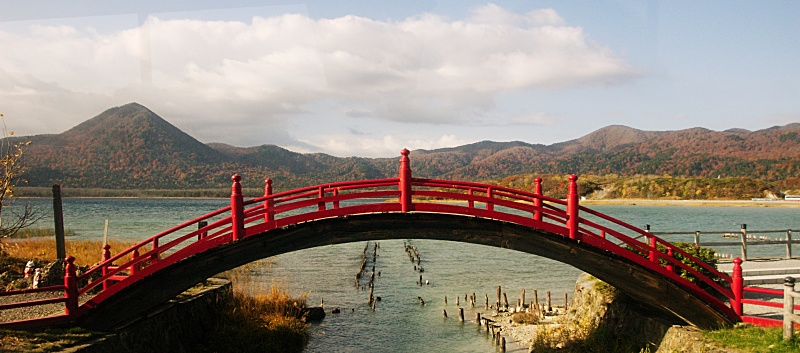
Bron över Sanzu-floden vid Osorezan. Endast de som gjort många goda gärningar i livet får passera floden över bron.

Sanzu-floden (三途の川 Sanzu-no-kawa), eller "Floden med tre passager", är de japanska buddhisternas motsvarighet till floden Styx. Enligt japansk mytologi måste de dödas själar passera floden för att nå dödsriket och därför placeras sex mynt på den dödas kista i den japanska begravningsritualen.
Berget Osorezan i norra Japan är i allmänhet utpekad som platsen där Sanzu-floden finns.
Traditionellt sägs själen passera Sanzu-floden sju dagar efter dödsfallet. Floden har tre passager, en bro, ett vadställe och ett ställe där det bara finns djupt vatten fullt med ormar. Vilken av passagerna man får använda bestäms av ens gärningar i livet. De som gjort många goda gärningar får passera över floden på bron, smyckad med sju dyrbara substanser. De som har gjort ungefär lika många goda som onda gärningar för passera floden vid vadstället. De som däremot gjort många onda gärningar måste vada genom det djupa vattnet med de fruktansvärda ormarna. På flodbanken uppehåller sig en manlig och en kvinnlig demon under ett stort träd. Den kvinnliga demonen, som kallas "den klädesplaggs-stjälande", tar kläderna från den döda och den manliga demonen, kallad "den klädesplaggs-hängande" hänger upp kläderna på en gren i trädet för att väga den dödas onda gärningar. I Japan finns ett uttryck som säger: "Om du tar så mycket pengar så kommer du drunkna i Sanzu-floden".